# Gli eremiti (racconto)
Gli eremiti è un racconto di Karen Blixen pubblicato per la prima volta nel agosto 1907 sotto lo pseudonimo di Osceola  (condottiero nativo americano) sulla rivista letteraria danese Tilskueren.

## Trama
Racconta la storia di Lucie ed Eugène, una giovane coppia che si reca su un'isola deserta dove Eugène può dedicarsi meglio alla scrittura di un libro. Sempre più isolata, Lucie viene attratta da un mondo di sogni e dalle forze della natura. Il fantasma di un ufficiale dell'esercito defunto la convince che il suo posto non è sull'isola.